# قسم أبشور الريفي (مقاطعة داراب)
قسم أبشور الريفي (بالفارسية: دهستان آبشور) هي منطقة سكنية تقع في إيران في ناحية فورغ. يقدر عدد سكانها بـ 10,639 نسمة .